# Fury in the Slaughterhouse/Diskografie
Diese Diskografie ist eine Übersicht über die musikalischen Werke der deutschen Rockband Fury in the Slaughterhouse und ihren Pseudonymen wie Die beschissenen Sechs. Den Quellenangaben zufolge hat sie bisher mehr als vier Millionen Tonträger verkauft.

## Alben

### Studioalben
| Jahr | Titel Musiklabel                                                | Höchstplatzierung, Gesamtwochen, AuszeichnungChartplatzierungen (Jahr, Titel, Musiklabel, Platzierungen, Wochen, Auszeichnungen, Anmerkungen) | Höchstplatzierung, Gesamtwochen, AuszeichnungChartplatzierungen (Jahr, Titel, Musiklabel, Platzierungen, Wochen, Auszeichnungen, Anmerkungen) | Höchstplatzierung, Gesamtwochen, AuszeichnungChartplatzierungen (Jahr, Titel, Musiklabel, Platzierungen, Wochen, Auszeichnungen, Anmerkungen) | Anmerkungen                                               |
| Jahr | Titel Musiklabel                                                | DE | AT | CH | Anmerkungen                                               |
| ---- | --------------------------------------------------------------- | --- | --- | --- | --------------------------------------------------------- |
| 1988 | Fury in the Slaughterhouse Pinpoint Records (AMV)               | DE— GoldDE | — | — | Erstveröffentlichung: 1988 Verkäufe: + 250.000            |
| 1990 | Jau! SPV Records (SPV)                                          | DE43 (12 Wo.)DE | — | — | Erstveröffentlichung: 26. März 1990                       |
| 1991 | Hook-a-Hey SPV Records (SPV)                                    | DE32 (18 Wo.)DE | — | — | Erstveröffentlichung: 1. März 1991                        |
| 1993 | Mono Slaughterhouse Music (SPV)                                 | DE12 Gold · (30 Wo.)DE | — | — | Erstveröffentlichung: 1. Februar 1993 Verkäufe: + 250.000 |
| 1995 | The Hearing and the Sense of Balance Slaughterhouse Music (SPV) | DE6 Gold · (27 Wo.)DE | — | — | Erstveröffentlichung: 1. Februar 1995 Verkäufe: + 250.000 |
| 1997 | Brilliant Thieves Slaughterhouse Music (SPV)                    | DE3 Gold · (20 Wo.)DE | — | — | Erstveröffentlichung: 3. März 1997 Verkäufe: + 250.000    |
| 1998 | Nowhere … Fast! Slaughterhouse Music (SPV)                      | DE5 (15 Wo.)DE | — | — | Erstveröffentlichung: 25. Mai 1998                        |
| 2000 | Home Inside Electrola (EMI)                                     | DE9 (13 Wo.)DE | — | — | Erstveröffentlichung: 29. Mai 2000                        |
| 2002 | The Color Fury Electrola (EMI)                                  | DE13 (7 Wo.)DE | — | — | Erstveröffentlichung: 2. April 2002                       |
| 2004 | Nimby SPV Recordings (SPV)                                      | DE19 (6 Wo.)DE | — | — | Erstveröffentlichung: 22. März 2004                       |
| 2006 | Every Heart Is a Revolutionary Cell SPV Recordings (SPV)        | DE30 (3 Wo.)DE | — | — | Erstveröffentlichung: 28. Juni 2006                       |
| 2008 | Don’t Look Back SPV Recordings (SPV)                            | DE33 (3 Wo.)DE | — | — | Erstveröffentlichung: 28. März 2008                       |
| 2021 | Now Starwatch Entertainment (Sony)                              | DE2 (9 Wo.)DE | — | CH80 (1 Wo.)CH | Erstveröffentlichung: 23. April 2021                      |
| 2023 | Hope Starwatch Entertainment (Sony)                             | DE1 (7 Wo.)DE | — | CH83 (1 Wo.)CH | Erstveröffentlichung: 28. Juli 2023                       |

### Livealben
| Jahr | Titel Musiklabel                                                         | Höchstplatzierung, Gesamtwochen, AuszeichnungChartplatzierungen (Jahr, Titel, Musiklabel, Platzierungen, Wochen, Auszeichnungen, Anmerkungen) | Höchstplatzierung, Gesamtwochen, AuszeichnungChartplatzierungen (Jahr, Titel, Musiklabel, Platzierungen, Wochen, Auszeichnungen, Anmerkungen) | Höchstplatzierung, Gesamtwochen, AuszeichnungChartplatzierungen (Jahr, Titel, Musiklabel, Platzierungen, Wochen, Auszeichnungen, Anmerkungen) | Anmerkungen                             |
| Jahr | Titel Musiklabel                                                         | DE | AT | CH | Anmerkungen                             |
| ---- | ------------------------------------------------------------------------ | --- | --- | --- | --------------------------------------- |
| 1992 | Pure Live! SPV Records (SPV)                                             | DE21 (13 Wo.)DE | — | — | Erstveröffentlichung: 27. Januar 1992   |
| 2002 | Monochrome SPV Recordings (SPV)                                          | DE82 (1 Wo.)DE | — | — | Erstveröffentlichung: 28. Oktober 2002  |
| 2005 | Château Fury – Appellation Slaughterhouse Contrôlée SPV Recordings (SPV) | DE38 (4 Wo.)DE | — | — | Erstveröffentlichung: 11. Juli 2005     |
| 2008 | Farewell & Goodbye Tour 2008 Warner Music (WMG)                          | DE63 (1 Wo.)DE | — | — | Erstveröffentlichung: 21. November 2008 |
| 2017 | Little Big World – Live & Acoustic Starwatch Entertainment (Sony)        | DE5 (10 Wo.)DE | — | — | Erstveröffentlichung: 1. September 2017 |
| 2021 | Fahrvergnügen – Drive in Concerts 2020 Starwatch Entertainment (Sony)    | — | — | — | Erstveröffentlichung: 23. April 2021    |

### Kompilationen
| Jahr | Titel Musiklabel                      | Höchstplatzierung, Gesamtwochen, AuszeichnungChartplatzierungen (Jahr, Titel, Musiklabel, Platzierungen, Wochen, Auszeichnungen, Anmerkungen) | Höchstplatzierung, Gesamtwochen, AuszeichnungChartplatzierungen (Jahr, Titel, Musiklabel, Platzierungen, Wochen, Auszeichnungen, Anmerkungen) | Höchstplatzierung, Gesamtwochen, AuszeichnungChartplatzierungen (Jahr, Titel, Musiklabel, Platzierungen, Wochen, Auszeichnungen, Anmerkungen) | Anmerkungen                             |
| Jahr | Titel Musiklabel                      | DE | AT | CH | Anmerkungen                             |
| ---- | ------------------------------------- | --- | --- | --- | --------------------------------------- |
| 1998 | Super Fury Slaughterhouse Music (SPV) | DE20 (12 Wo.)DE | — | — | Erstveröffentlichung: 17. November 1998 |

### EPs
| Jahr | Titel Musiklabel                       | Anmerkungen                        |
| ---- | -------------------------------------- | ---------------------------------- |
| 1994 | Dead + Gone Slaughterhouse Music (SPV) | Erstveröffentlichung: 1. Juni 1994 |

## Singles

### Als Leadmusiker
| Jahr | Titel Album                                                              | Höchstplatzierung, Gesamtwochen, AuszeichnungChartplatzierungen (Jahr, Titel, Album, Platzierungen, Wochen, Auszeichnungen, Anmerkungen) | Höchstplatzierung, Gesamtwochen, AuszeichnungChartplatzierungen (Jahr, Titel, Album, Platzierungen, Wochen, Auszeichnungen, Anmerkungen) | Höchstplatzierung, Gesamtwochen, AuszeichnungChartplatzierungen (Jahr, Titel, Album, Platzierungen, Wochen, Auszeichnungen, Anmerkungen) | Anmerkungen                                                   |
| Jahr | Titel Album                                                              | DE | AT | CH | Anmerkungen                                                   |
| ---- | ------------------------------------------------------------------------ | --- | --- | --- | ------------------------------------------------------------- |
| 1989 | Kick It Out Fury in the Slaughterhouse                                   | — | — | — | Erstveröffentlichung: 1. September 1989                       |
| 1990 | Won’t Forget These Days Jau!                                             | — | — | — | Erstveröffentlichung: 1. März 1990                            |
| 1990 | One Good Reason Jau!                                                     | — | — | — | Erstveröffentlichung: 1. Juli 1990                            |
| 1990 | Rain Will Fall Hook-a-Hey                                                | — | — | — | Erstveröffentlichung: 1. November 1990                        |
| 1991 | Cut Myself into Pieces Hook-a-Hey                                        | — | — | — | Erstveröffentlichung: 1. März 1991                            |
| 1991 | Trapped Today, Trapped Tomorrow Hook-a-Hey                               | — | — | — | Erstveröffentlichung: 1. Mai 1991                             |
| 1992 | On Alarm Jau!                                                            | — | — | — | Erstveröffentlichung: 1992                                    |
| 1993 | Radio Orchid Mono                                                        | DE59 (10 Wo.)DE | — | — | Erstveröffentlichung: 1. Januar 1993                          |
| 1993 | Every Generation Got Its Own Disease Mono                                | DE44 (3 Wo.)DE | — | — | Erstveröffentlichung: 1. Juni 1993                            |
| 1994 | When I’m Dead and Gone Mono                                              | DE44 (11 Wo.)DE | — | — | Erstveröffentlichung: 1. Juni 1994 Original: McGuinness Flint |
| 1995 | Dancing in the Sunshine of the Dark The Hearing and the Sense of Balance | — | — | — | Erstveröffentlichung: 1. Januar 1995                          |
| 1995 | Down There The Hearing and the Sense of Balance                          | DE83 (7 Wo.)DE | — | — | Erstveröffentlichung: 1. April 1995                           |
| 1995 | Milk and Honey The Hearing and the Sense of Balance                      | DE94 (3 Wo.)DE | — | — | Erstveröffentlichung: 14. August 1995                         |
| 1996 | Hello and Goodbye The Hearing and the Sense of Balance                   | DE97 (2 Wo.)DE | — | — | Erstveröffentlichung: 5. August 1996                          |
| 1997 | Bring Me Home Brilliant Thieves                                          | — | — | — | Erstveröffentlichung: 3. Februar 1997                         |
| 1997 | Brilliant Thieves                                                        | DE92 (1 Wo.)DE | — | — | Erstveröffentlichung: 24. Februar 1997                        |
| 1998 | Everything I Did Nowhere … Fast!                                         | — | — | — | Erstveröffentlichung: 30. März 1998                           |
| 1998 | One Way Dead End Street Nowhere … Fast!                                  | — | — | — | Erstveröffentlichung: 13. Juli 1998                           |
| 2000 | Are You Real? Home Inside                                                | DE91 (1 Wo.)DE | — | — | Erstveröffentlichung: 8. August 2000                          |
| 2000 | Do You Feel Home Inside                                                  | — | — | — | Erstveröffentlichung: 5. September 2000                       |
| 2001 | She’s a Star Home Inside                                                 | — | — | — | Erstveröffentlichung: 5. März 2001                            |
| 2002 | Angels & Saints The Color Fury                                           | — | — | — | Erstveröffentlichung: 25. März 2002                           |
| 2002 | Midnight Rider The Color Fury                                            | — | — | — | Erstveröffentlichung: 1. Juli 2002                            |
| 2004 | Protection Nimby                                                         | — | — | — | Erstveröffentlichung: 16. Februar 2004                        |
| 2006 | Homesick Every Heart Is a Revolutionary Cell                             | — | — | — | Erstveröffentlichung: 28. Juli 2006                           |
| 2008 | Radio Orchid (Live) Farewell & Goodbye Tour 2008                         | — | — | — | Erstveröffentlichung: 19. November 2008                       |
| 2017 | The Last Order 30 – The Ultimate Best of Collection                      | — | — | — | Erstveröffentlichung: 3. Februar 2017                         |
| 2017 | Dance on the Frontline 30 – The Ultimate Best of Collection              | — | — | — | Erstveröffentlichung: 24. Februar 2017                        |
| 2017 | 30 (It’s Not Easy) 30 – The Ultimate Best of Collection                  | — | — | — | Erstveröffentlichung: 3. März 2017                            |
| 2020 | We Believe in Sometimes –                                                | — | — | — | Erstveröffentlichung: 10. April 2020                          |
| 2020 | Sometimes (Stop to Call) Now                                             | — | — | — | Erstveröffentlichung: 23. Oktober 2020                        |
| 2020 | The Beauty Now                                                           | — | — | — | Erstveröffentlichung: 18. Dezember 2020                       |
| 2021 | 1995 Now                                                                 | — | — | — | Erstveröffentlichung: 5. März 2021                            |
| 2021 | Letter to Myself Now                                                     | — | — | — | Erstveröffentlichung: 19. März 2021                           |
| 2022 | Good Day to Remember –                                                   | — | — | — | Erstveröffentlichung: 13. Mai 2022                            |
| 2022 | Better Times Will Come Hope                                              | — | — | — | Erstveröffentlichung: 4. November 2022                        |
| 2022 | So Are you Hope                                                          | — | — | — | Erstveröffentlichung: 19. Dezember 2022                       |

### Als Gastmusiker
| Jahr | Titel Album            | Anmerkungen                                                                |
| ---- | ---------------------- | -------------------------------------------------------------------------- |
| 1994 | Wichtel in der Nacht – | Erstveröffentlichung: 4. Oktober 1994 Onkel Hotte & Die beschissenen Sechs |

## Videoalben und Musikvideos

### Videoalben
| Jahr | Titel Musiklabel                                                  | Anmerkungen                             |
| ---- | ----------------------------------------------------------------- | --------------------------------------- |
| 1991 | Clicksongs & Peppermint Stories SPV Records (SPV)                 | Erstveröffentlichung: 1. Mai 1991       |
| 1997 | Especially Ordinary Slaughterhouse Music (SPV)                    | Erstveröffentlichung: 3. März 1997      |
| 2002 | Monochrome Slaughterhouse Music (SPV)                             | Erstveröffentlichung: 28. Oktober 2002  |
| 2008 | The Videos 1988–2008 SPV Recordings (SPV)                         | Erstveröffentlichung: 28. März 2008     |
| 2008 | Farewell & Goodbye Tour 2008 Warner Music (WMG)                   | Erstveröffentlichung: 21. November 2008 |
| 2010 | Welcome to the Other World – Nimby Live 2004 SPV Recordings (SPV) | Erstveröffentlichung: 3. Dezember 2010  |

### Musikvideos
| Jahr | Titel                                | Regisseur(e)                       |
| ---- | ------------------------------------ | ---------------------------------- |
| 1989 | Kick It Out                          |                                    |
| 1990 | Won’t Forget These Days              |                                    |
| 1990 | Rain Will Fall                       |                                    |
| 1991 | Should Have Known Better             |                                    |
| 1991 | Cut Myself into Pieces               |                                    |
| 1991 | Trapped Today, Trapped Tomorrow      |                                    |
| 1993 | Radio Orchid                         |                                    |
| 1993 | Every Generation Got Its Own Disease | Martin Weisz                       |
| 1994 | When I’m Dead and Gone               | Martin Weisz                       |
| 1995 | Dancing in the Sunshine of the Dark  |                                    |
| 1995 | Down There                           |                                    |
| 1995 | Milk and Honey                       |                                    |
| 1996 | Hello and Goodbye                    |                                    |
| 1997 | Bring Me Home                        |                                    |
| 1997 | Brilliant Thieves                    |                                    |
| 1997 | Riding on a Dead Horse               | L. Mar, Fury in the Slaughterhouse |
| 1998 | One Way Dead End Street              |                                    |
| 2000 | Are You Real?                        | René Eller                         |
| 2002 | Angels & Saints                      | Robert James Bova                  |
| 2002 | Midnight Rider                       | Kai Wingenfelder                   |
| 2002 | Fly, Sadness Fly                     |                                    |
| 2004 | Goodbye So Long                      |                                    |
| 2004 | When a Kid Gets a Kid                |                                    |
| 2006 | Homesick                             | Till Müller                        |
| 2008 | Won’t Forget These Days (Remix)      |                                    |
| 2020 | Sometimes (Stop to Call)             | Michael Winkler                    |
| 2020 | The Beauty                           | Peregrine Films                    |
| 2020 | Time to Wonder                       | Michael Winkler                    |
| 2021 | 1995                                 | Der Pakt                           |
| 2021 | Letter to Myself                     | Der Pakt                           |
| 2022 | Good Day to Remember                 | Der Pakt                           |
| 2022 | Better Times Will Come               |                                    |
| 2022 | So Are You                           | Der Pakt                           |
| 2023 | More Than a Friend                   |                                    |
| 2023 | Always Now                           | Der Pakt                           |
| 2023 | Don’t Give Up                        |                                    |
| 2024 | Everyday Heroes                      | Olaf Gebert, Kai Wingenfelder      |

## Sonderveröffentlichungen

### Alben
| Jahr | Titel Musiklabel                | Anmerkungen                |
| ---- | ------------------------------- | -------------------------- |
| 1991 | Radio Silence SPV Records (SPV) | Erstveröffentlichung: 1991 |

| Jahr | Titel Musiklabel                                                          | Anmerkungen                                                     |
| ---- | ------------------------------------------------------------------------- | --------------------------------------------------------------- |
| 2000 | All the Young Dudes Electrola (EMI)                                       | Erstveröffentlichung: 2000                                      |
| 2002 | Monochrome SPV Recordings (SPV)                                           | Erstveröffentlichung: 2002                                      |
| 2021 | Now Alive – Live @ WDR Rockpalast Offstage Starwatch Entertainment (Sony) | Erstveröffentlichung: 30. Juli 2021 Teil der „Rockpalast“-Reihe |

| Jahr | Titel Musiklabel                                | Anmerkungen                                                            |
| ---- | ----------------------------------------------- | ---------------------------------------------------------------------- |
| 2013 | 5 Original Albums in 1 Box SPV Recordings (SPV) | Erstveröffentlichung: 2013 Teil der „5-Original-Albums-in-1-Box“-Reihe |

### Lieder
| Jahr | Titel Album                                                                                           | Anmerkungen                                                            |
| ---- | --- | ---------------------------------------------------------------------- |
| 1994 | Zwei Pullen Korn Abstürzende Brieftauben … ist es wirklich schon so spät?                             | Erstveröffentlichung: 11. April 1994 Original: Abstürzende Brieftauben |
| 1995 | Spit into the Fire Stop Chirac                                                                        | Erstveröffentlichung: 13. Oktober 1995                                 |
| 1996 | Zuviel Kot Taten statt warten – 25 Jahre Greenpeace                                                   | Erstveröffentlichung: 8. Mai 1996                                      |
| 1997 | Der lustige Astronaut GötterDÄmmerung                                                                 | Erstveröffentlichung: 20. Oktober 1997 Original: Die Ärzte             |
| 2001 | (Will You Follow Me) Down to Atlantis Stars Inspired by Atlantis – Das Geheimnis der verlorenen Stadt | Erstveröffentlichung: 26. November 2001                                |
| 2002 | Dear Prudence With a Little Help from My Friends                                                      | Erstveröffentlichung: 21. Mai 2002 Original: The Beatles               |

### Videoalben
| Jahr | Titel Musiklabel                                                          | Anmerkungen                                                                                         |
| ---- | ------------------------------------------------------------------------- | --------------------------------------------------------------------------------------------------- |
| 2012 | Live at Rockpalast Sony Music (Sony)                                      | Erstveröffentlichung: 9. November 2012 Teil der „Rockpalast“-Reihe                                  |
| 2017 | Dance on the Frontline / Rocking the Dunes Starwatch Entertainment (Sony) | Erstveröffentlichung: 10. März 2017 Teil von 30 – The Ultimate Best of Collection (Limited Edition) |

## Promoveröffentlichungen
| Jahr | Titel Album                                                         | Anmerkungen                           |
| ---- | ------------------------------------------------------------------- | ------------------------------------- |
| 1994 | Dead Before I Was Born Mono                                         | Erstveröffentlichung: 1994            |
| 1997 | Riding on a Dead Horse Brilliant Thieves                            | Erstveröffentlichung: 1997            |
| 2008 | Jericho Radio Orchid (Single)                                       | Erstveröffentlichung: 2008            |
| 2017 | Boy’s Dont Cry (Live & Acoustic) Little Big World – Live & Acoustic | Erstveröffentlichung: 18. August 2017 |

## Boxsets
| Jahr | Titel Musiklabel                                                           | Höchstplatzierung, Gesamtwochen, AuszeichnungChartplatzierungen (Jahr, Titel, Musiklabel, Platzierungen, Wochen, Auszeichnungen, Anmerkungen) | Höchstplatzierung, Gesamtwochen, AuszeichnungChartplatzierungen (Jahr, Titel, Musiklabel, Platzierungen, Wochen, Auszeichnungen, Anmerkungen) | Höchstplatzierung, Gesamtwochen, AuszeichnungChartplatzierungen (Jahr, Titel, Musiklabel, Platzierungen, Wochen, Auszeichnungen, Anmerkungen) | Anmerkungen                                             |
| Jahr | Titel Musiklabel                                                           | DE | AT | CH | Anmerkungen                                             |
| ---- | -------------------------------------------------------------------------- | --- | --- | --- | ------------------------------------------------------- |
| 2001 | Won’t Forget These Days – The Ultimate Box SPV Recordings (SPV)            | — | — | — | Erstveröffentlichung: 2001 Verkäufe: 30.000 (limitiert) |
| 2008 | Don’t Look Back SPV Recordings (SPV)                                       | — | — | — | Erstveröffentlichung: 28. März 2008                     |
| 2008 | Clicksongs & Peppermint Stories / Especially Ordinary SPV Recordings (SPV) | — | — | — | Erstveröffentlichung: 28. März 2008                     |
| 2017 | 30 – The Ultimate Best of Collection Starwatch Entertainment (Sony)        | DE3 (11 Wo.)DE | — | — | Erstveröffentlichung: 10. März 2017                     |

## Statistik

### Chartauswertung
|                     | DE     | AT    | CH    |
| ------------------- | ------ | ----- | ----- |
| Nummer-eins-Alben   | DE1DE  | AT—AT | CH—CH |
| Top-10-Alben        | DE8DE  | AT—AT | CH—CH |
| Alben in den Charts | DE20DE | AT—AT | CH2CH |

|                       | DE    | AT    | CH    |
| --------------------- | ----- | ----- | ----- |
| Nummer-eins-Singles   | DE—DE | AT—AT | CH—CH |
| Top-10-Singles        | DE—DE | AT—AT | CH—CH |
| Singles in den Charts | DE8DE | AT—AT | CH—CH |

### Auszeichnungen für Musikverkäufe
Anmerkung: Auszeichnungen in Ländern aus den Charttabellen bzw. Chartboxen sind in ebendiesen zu finden.
| Land/RegionAuszeichnungen für Musikverkäufe (Land/Region, Auszeichnungen, Verkäufe, Quellen) | Gold     | Platin | Verkäufe  | Quellen           |
| -------------------------------------------------------------------------------------------- | -------- | ------ | --------- | ----------------- |
| Deutschland (BVMI)                                                                           | 4× Gold4 | —      | 1.000.000 | musikindustrie.de |
| Insgesamt                                                                                    | 4× Gold4 | —      |           |                   |